# Arngrim
Arngrim fue un guerrero vikingo de Suecia con fama de berserker en la mitología nórdica, que aparece en la saga Hervarar, Gesta Danorum, Hyndluljóð y en algunas baladas en feroés y la saga de Örvar-Oddr.

## Hversu Noregr byggðist
Hversu Noregr byggðist, menciona a Arngrim como uno de los nueve hijos de "Dag el Grande" y su consorte Þóra drengjamóður, por lo tanto un miembro del clan familiar Dagling.

## Saga Hervarar
En dos versiones (H y U) de la saga, Arngrim dirige una incursión vikinga a Garðaríki y se enfrenta al rey Svafrlami, dueño de la espada mágica Tyrfing. La espada Tyrfing partió el escudo de Arngrim y cayó al suelo, Arngrim cortó entonces la mano a Svafrlami, tomó la espada y lo mató con su propia arma. Luego Arngrim capturó a la hija del rey, Eyfura y la obligó a casarse con él.
En una tercera versión (R), no obstante, Arngrim aparece como uno de los caudillos lugartenientes de otro rey de Garðaríki Sigrlami, ganó muchas batallas, conquistó tierras y obtuvo beneficios para el viejo rey. En recompensa, Arngrim obtuvo una posición en la corte del reino, la mano de Eyfura y la espada Tyrfing.
En todas las versiones, Arngrim regresa a Bolmsö con Eyfura (aunque las versiones H y U menciona la isla de Bolm en Hålogaland). Ambos tuvieron doce hijos y todos siguieron el camino de su padre como guerreros berserker. Según la versión U, se llamaban Angantyr, Hjörvard, Hervard, Hrani, Barri, Tyrfing, Tind, dos Hadding, Bui, Bild y Toki. Según la versión H, sus nombres son Angantyr, Hjorvard, Hervard, Hrani, Brami, Barri, Reifnir, Tind, Saeming (no confundir con el legendario Sæming), Bui y los dos Hadding (en R solo se mencionan a seis: Angantyr, Hjörvard, Hervard, Hrani y los dos Hadding).
Para otras aventuras de la espada Tyrfing, ver Angantyr y Hjalmar.

## Gesta Danorum

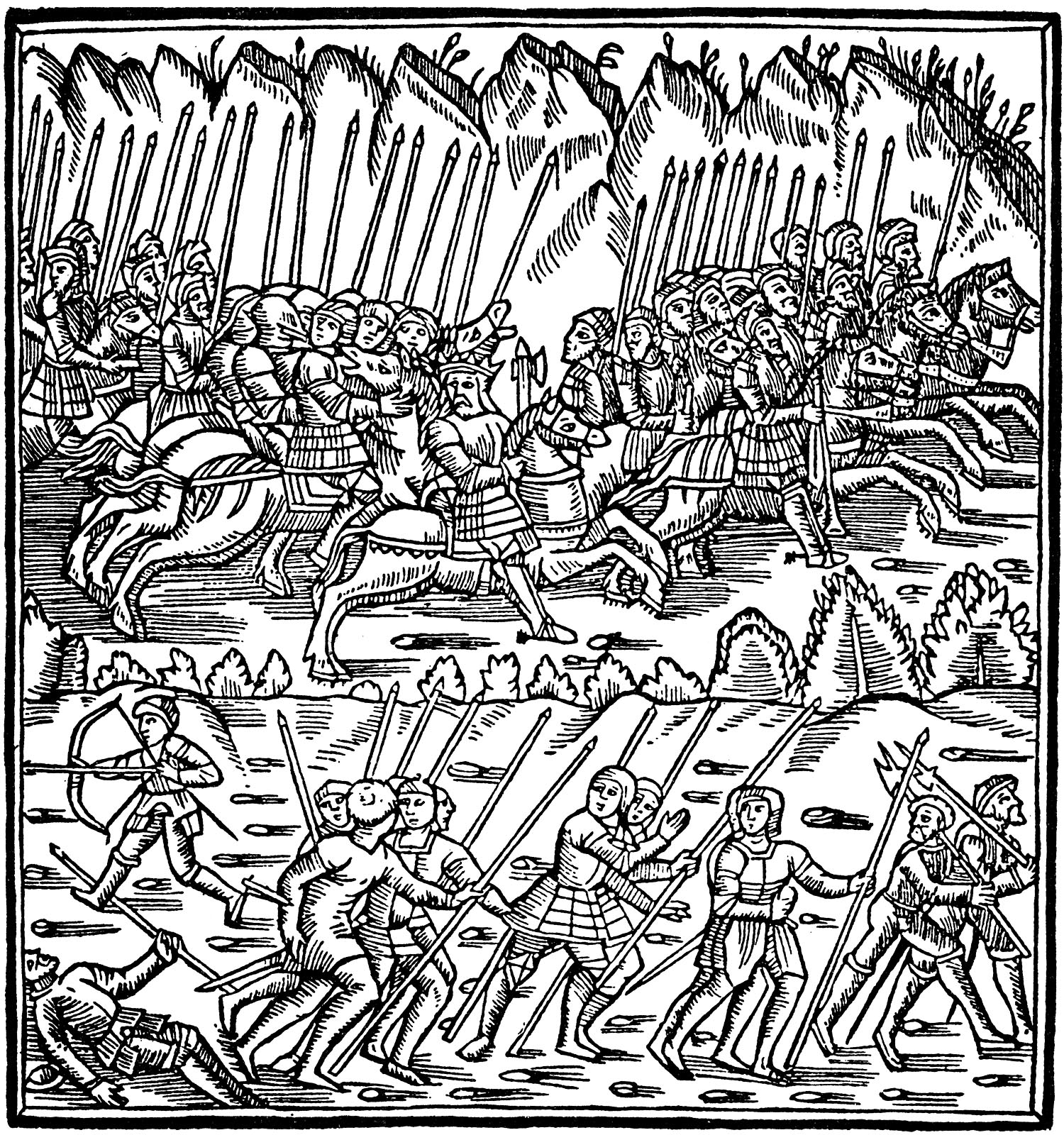
Arngrim y sus vikingos enfrentándose al ejército del rey Thengil.

Según Saxo Grammaticus, Arngrim era un campeón sueco que había matado a Skalk de Skåne. Se sentía muy orgulloso de la proeza y solicitó la mano de Eyfura, hija del rey danés Frodi.
Frodi rechazó la oferta, y Arngrim regresó a Suecia para solicitor consejo al rey Eirík. Eirík le dijo que para conseguir el respeto de Frodi, debía matar a Egther, rey de Bjarmaland, y a Thengil, rey de Finnmark. Arngrim atacó primero a Thengil y devastó a los samis. Los sami escaparon y dejaron tres guijarros hechizados tras de sí de forma que las piedras parecían montañas. Como Arngrim fue engañado llamó de nuevo a sus hombres. Al día siguiente, continuaron su persecución pero los sami lanzaron nieve hechizada al suelo de forma que parecía un río y esto hizo que los suecos detuvieran la persecución. Al tercer día, comenzó la batalla pero como los sami no tenían más recursos mágicos fueron derrotados. Los sami aceptaron los términos de paz, y cada tres años se vieron obligados a pagar un cargamento de renos.
Entonces Arngrim fue a por Egther de Bjarmaland y le mató en combate. Entonces él obligó a los bjarmianos a pagarle con un hide por individuo. Luego Arngrim se reunió con Eirík, que le acompañó a visitar a Frodi y convencerle que él era la mejor opción posible para su hija Eyfura. Frodi aceptó al matrimonio y la pareja tuvo doce hijos.
Saxo Grammaticus coincide con la saga Hervarar en el nombre de nueve de los doce hijos: Angantyr, Hjörvard, Hervard, Hrani, Biarbe, Tyrfing, Tand, dos Hadding, Brand, Hiarrande y Brodd.

## Hyndluljóð
Hyndluljóð también menciona a Arngrim y Eyfura, pero se limita a citar que ambos residían en Bolmsö, que tuvieron doce hijos que siguieron los pasos de su padre como berserkers llamados Hervard, Hjorvard, Rane, Angantyr, Bue, Brame, Barre, Reivner, Tind, Tyrving y dos Hadding.

## Los hijos de Arngrim
Hyndluljóð es la única obra donde parece que se preservan los nombres originales.
| Hyndluljóð | Saga Hervarar | Saga Hervarar | Saga Hervarar | Gesta Danorum | Gesta Danorum | Gesta Danorum |
|            | versión R     | versión U     | versión H     |               |               |               |
| Angantyr   | Angantyr      | Angantyr      | Angantyr      | Anganty       |               |               |
| Hjörvard   | Hjörvard      | Hjörvard      | Hjörvard      | Hjörvard      |               |               |
| Hervard    | Hervard       | Hervard       | Hervard       | Hervard       |               |               |
| Hrani      | Hrani         | Hrani         | Hrani         | Hrani         |               |               |
| Hadding    | Hadding       | Hadding       | Hadding       | Hadding       |               |               |
| Hadding    | Hadding       | Hadding       | Hadding       | Hadding       |               |               |
| Barri      |               | Barri         | Barri         | Barbi         |               |               |
| Tind       |               | Tind          | Tind          | Tand          |               |               |
| Tyrfing    |               | Tyrfing       | Saeming       | Tyrfing       |               |               |
| Bui        |               | Bui           | Bui           | Brand         |               |               |
| Brami      |               | Bild          | Brami         | Brodd         |               |               |
| Reifnir    |               | Toki          | Reifnir       | Hiarrande     |               |               |

### Cultura popular
Una balada medieval recogida en Telemark (Los hombres inquietos) cita a los "hijos de Arngrim": "Los hijos de Arngrim del norte ruegan por un pasaje de regreso".